# Јосија
Јосија (хебр. יֹאשִׁיָּהוּ — „помаже га Бог“; приближно 649—609 п. н. е.) био је краљ Јудеје у периоду 640. п. н. е. до 609. п. н. е. Био је син Амона и Једиде. Деда му је био краљ Манасех, кога Јосијини извори криве да се окренуо од јеврејске вере, и да је преуредио Храм за идолатријску службу. Јосији неки историчари приписују да је успоставио јеврејске свете списе као део деуторономске реформе која се збила током његове владавине.
Главни извор података о његовог владавини су Књига о Краљевима (22-23) и Књига Летописа (34-35), као и бројни документи које су археолози датирали у Јудеју његовог времена, укључући бројне печатњаке датиране у доба његове владавин.
Сматра се да је он наредио писање историјско-религијских списа која ће се касније објединити Стари завјет (за Јевреје: Танах), у циљу пропаганде према Израелу (северно јеврејско царство), како би га спојио с Јудејом (јужно јеврејско царство), којом је владао. Он је у Староме завјету представљен као позитивна личност.

## Владавина
Свето писмо наводи како је Јосија на власт дошао „вољом народа“, те да је у 18. години владавине почео потицати поданике да поштују искључиво Јахвеа. Исте је године наредио да се уништите све идоли, односно кипови Баала и Ашераха који су се налазили у Храму. Свештеници тих култова су побијени, а онима који су били сахрањени су ископане и спаљене кости. Јосија је прогонио идолопоклонике у остатку Јудеје. Истовремено је врховни свештеник Хикија прикупио порезе како би поправио Храм, занемарен у доба владавине Манесеха и Амона.
Док је Хикија чистио робу с благом у Храму, пронашао је спис Торе. Потом га је дао Јосији који га је после прочитао јерусалемском народу као Поновљени закон.
У доба Јосијине владавине, почела је слабити асирска моћ, те су Јуда и њен краљ искористили прилику како би поновно стекли не само независност, него и проширили територију Јуде на подручје некадашњег Израиља.

## Смрт
Јосија се године 609. п. н. е. супротставио египатски фараону Нехоу II који је тада покушао спасити последње упориште својих асирских савезника у Харану. Јосија, који је тада био у савезништву с Вавилонцима, га је покушао зауставити. Дошло је до битке у којој су Египћани победили, а Јосија смртно рањен.
Смрт Јосије, који се сматрао једним од најправеднијих и најбогобојазнијих краљева, представљала је тежак ударац за јудаизам и за краљевство. Јуда је потпала под египатски утицај, а њени владари су се вратили политеизму.